# Yoo Yeon-jung

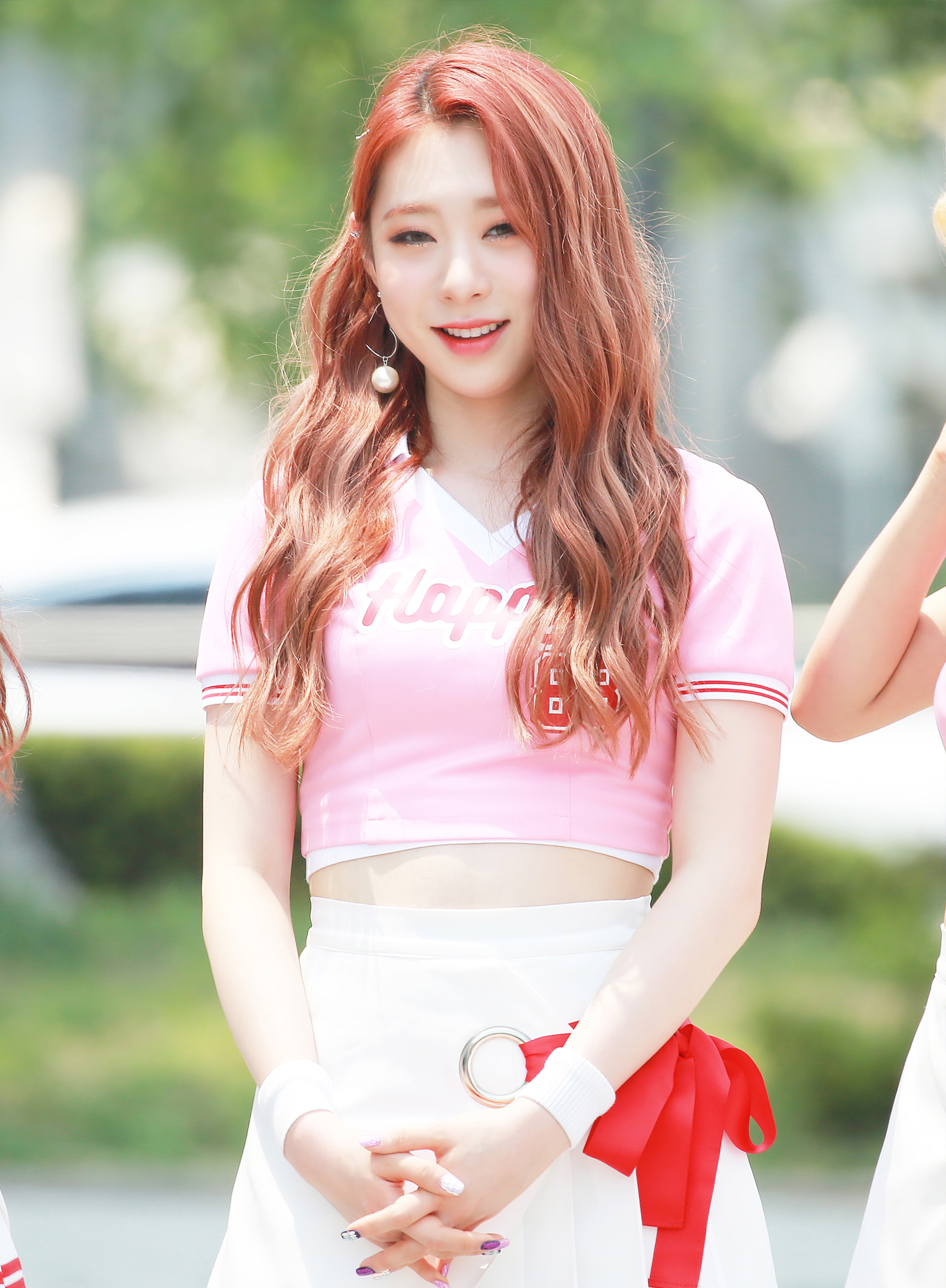
Yoo Yeon-jung

Yoo Yeon-jung (koreanisch 유연정; Hanja: 兪璉靜; geboren am 3. August 1999), besser bekannt unter dem Mononym Yeonjung, ist eine südkoreanische Sängerin. Sie ist ein Mitglied der südkoreanisch-chinesischen Girlgroupband Cosmic Girls und ist Mitglied von I.O.I.

## Leben
Yoo wurde am 3. August 1999 in Gwangmyeong, Provinz Gyeonggi, Südkorea, geboren. Yoo vertrat zusammen mit Kim Tae-ha und Shim Chae-eun Starship Entertainment in der Mnet Reality-Serie Produce 101, das darauf abzielte, eine elfköpfige Girlgroup zu gründen, die ein Jahr lang unter YMC Entertainment promoten sollte.

## Diskografie

### Kollaborationen
- 2016: I Will Be On Your Side (내가 니편이 되어줄게) (mit Yoo Seung-woo)
- 2017: #Drive (#드라이브) (DinDin feat. Yoo Yeonjung)
- 2017: Marry You (mit Maktub)

### Soundtracks
- 2016: Fire & Ice (mit Dawon)
- 2017: You're Dazzling (눈부신 그대)
- 2017: Toy (서툰 고백) (mit Brother Su)
- 2017: Meloholic (멜로홀릭)
- 2018: Your Name Is... (너의 이름을...)
- 2018: Stay With You (마음이 하는 일)
- 2019: Tell Me, Please (꼭 말해줘)
- 2020: Spider Lily (피안화)

## Film und Serienrollen
- Lotto Singer
- A Korean Odyssey
- Produce 101
- V-1